# 로베르토 볼라뇨
로베르토 볼라뇨 아발로스(스페인어: Roberto Bolaño Ávalos, 1953년 4월 28일 ~ 2003년 7월 15일)는 칠레의 작가이다. 작품으로는 대표작 《야만스러운 탐정들》과 《2666》을 비롯해 장편소설 《먼 별》(1996), 《부적》(1999), 《칠레의 밤》(2000), 단편집인 《전화》(1997), 《살인 창녀들》(2001), 《참을 수 없는 가우초》(2003), 시집 《낭만적인 개들》(1995) 등이 있다.

## 생애
볼라뇨는 1953년 칠레의 수도 산티아고에서 태어나 유년기를 보냈다. 그의 아버지인 레온 볼라뇨는 트럭 운전수였고 어머니인 빅토리아 아발로스는 학교 교사였다. 어릴 적에 학업을 그만두고 책을 훔쳐 독학을 시작했다. 청년 시절 유랑을 하다 멕시코로 이주해 일용직으로 생계를 꾸렸다. 그럼에도 시 쓰기를 멈추지 않았고 항상 스스로를 시인으로 여겼던 그는, 15세부터 시를 쓰기 시작해 20대 초반에는 <인프라레알리스모>라는 반항적 시 문학 운동을 이끌기도 했다. 이어 20대 중반 유럽으로 이주했고, 37세에 아들을 얻고 나서야 산문 창작으로 생계를 꾸려나가기로 결심하여 본격적으로 소설 쓰기에 투신한다. 첫 장편 《아이스링크》(1993년)를 필두로 거의 매년 소설을 펴냈고, 각종 문학상을 휩쓸었다.
특히 1998년 발표한 방대한 소설 《야만스러운 탐정들》로 <라틴 아메리카의 노벨 문학상>이라 불리는 로물로 가예고스 상을 수상하며 라틴 아메리카의 대표적 작가로 자리매김했다. 그리고 2003년 스페인의 블라네스에서 숨을 거두기 직전까지 매달린 《2666》은 볼라뇨 필생의 역작이자 유작으로 스페인과 칠레, 미국의 문학상을 휩쓸었다.
오랫동안의 궁핍한 생활을 거쳐 2003년 간부전으로 사망하고 나서야 세계적인 작가가 된 로베르토 볼라뇨는 자전적인 색채를 가진 문학적 탐정 소설에 정치적 현실을 교묘하게 끼워넣는 작풍으로 유명하다.

## 작품

### 한국 출간작

#### 소설
- 김현균 번역, 편집. (2009년 1월). 《아메리카의 나치 문학 (La literatura nazi en América)》. 을유문화사. 280쪽. ISBN 978-89-324-0347-2.

- 우석균 번역, 편집. (2010년 2월). 《칠레의 밤 (Nocturno de Chile)》. 열린책들. 176쪽. ISBN 978-89-329-1032-1.

- 김현균 번역, 편집. (2010년 5월). 《부적 (Amuleto)》. 열린책들. 191쪽. ISBN 978-89-329-1046-8.

- 권미선 번역, 편집. (2010년 6월). 《먼 별 (Estrella distante)》. 열린책들. 216쪽. ISBN 978-89-329-1048-2.

- 박세형 번역, 편집. (2010년 9월). 《전화 (Llamadas telefónicas)》. 열린책들. 318쪽. ISBN 978-89-329-1060-4.

- 우석균 번역, 편집. (2012년 6월). 《야만스러운 탐정들1 (Los detectives salvajes)》. 열린책들. 480쪽. ISBN 978-89-329-1560-9.

- 우석균 번역, 편집. (2012년 6월). 《야만스러운 탐정들2 (Los detectives salvajes)》. 열린책들. 528쪽. ISBN 978-89-329-1061-6 |isbn= 값 확인 필요: checksum (도움말).

- 이경민 번역, 편집. (2013년 6월). 《제3제국 (El tercer Reich)》. 열린책들. 400쪽. ISBN 978-89-329-1617-0.

- 이경민 번역, 편집. (2013년 9월). 《참을 수 없는 가우초 (El gaucho insufrible)》. 열린책들. 192쪽. ISBN 978-89-329-1633-0.

- 남진희 번역, 편집. (2013년 11월). 《팽 선생 (Monsieur Pain)》. 열린책들. 192쪽. ISBN 978-89-329-1627-9.

- 송병선 번역, 편집. (2013년 12월). 《2666 1~5 (2666)》. 열린책들. 300쪽. ISBN 978-89-329-6237-5.

- 김현균 번역, 편집. (2014년 2월). 《안트베르펜 (Amberes)》. 열린책들. 142쪽. ISBN 978-89-329-1644-6.

- 박세형 번역, 편집. (2014년 5월). 《아이스링크 (La pista de hielo)》. 열린책들. 288쪽. ISBN 978-89-329-1655-2.

- 박세형, 이경민 번역, 편집. (2014년 5월). 《살인 창녀들 (Putas asesinas)》. 열린책들. 296쪽. ISBN 978-89-329-1630-9.

#### 시
- 김현균 번역. (2018년 10월). 《낭만적인 개들 (Los perros  románticos)》. 열린책들. 248쪽. ISBN  9788932919331

## 참조 문헌
- 호르헤 볼피 외 (2010년 1월).  박세형, 오숙은 번역, 편집. 《볼라뇨, 로베르토 볼라뇨》. 열린책들. 272쪽. ISBN 978-89-329-1021-5.
- “로베르토 볼라뇨”. 열린책들. 2013년 1월 16일에 원본 문서에서 보존된 문서. 2011년 4월 21일에 확인함.